# Coup d'État de 2003 à Sao Tomé-et-Principe
Le coup d'État de 2003 à Sao Tomé-et-Principe est une tentative militaire (en) de coup d'État survenue le 16 juillet 2003 à Sao Tomé-et-Principe. L'action est lancée contre le gouvernement du président Fradique de Menezes par le major Fernando Pereira. Les chefs du coup d'État affirment qu'ils agissent pour renverser le gouvernement afin d'aider à mettre fin à la pauvreté dans la région.

## Contexte
La nation insulaire a connu une instabilité politique auparavant. Quelques mois à peine avant la tentative de coup d'État de 2003, le président Fradique de Menezes a dissous le parlement en raison de désaccords liés à des questions de pouvoir présidentiel. La situation a été résolue après des négociations entre les deux parties qui ont abouti à un accord pour mener des réformes d'ici 2006.

## Coup d'État
Le président Menezes était hors du pays, à un voyage privé au Nigeria, lorsque le coup d'État a commencé le 16 juillet. Le coup d'État a été mené par des membres du Front démocrate chrétien (en) (un parti politique sans sièges au Parlement). Il comptait de nombreux volontaires dans le 32e bataillon (en) sud-africain, dit « Buffalos ». Durant le coup d'État des soldats prennent le contrôle de sites stratégiques, et arrêtent la Première ministre Maria das Neves (qui est victime d'une crise cardiaque après la fusillade de son domicile) et le ministre du Pétrole. Bien que le coup d'État ait affecté São Tomé, il n'a pas de conséquences sur l'île de Principe. Lors d'une conférence de presse, Pereira a affirmé que les mauvaises conditions de vie des militaires les ont poussés à se rebeller.

## Conséquences
Les négociations entre le gouvernement et les chefs du coup d'État ont commencé le deuxième jour du coup d'État. Les rebelles ont accepté de renoncer au contrôle à condition qu'ils reçoivent l'amnistie du gouvernement, qu'une élection soit organisée et qu'un nouveau gouvernement entre en fonction. Des diplomates sud-africains ont participé aux négociations avec les Buffalos impliqué dans le coup d'État.